# Adega (Rates)
Adega era, em 1747, uma aldeia portuguesa da freguesia de São Pedro, Comarca de Barcelos, Arcebispado de Braga, Província de Entre Douro e Minho.